# Фултон, Роберт Дэвид
Роберт Дэвид Фултон (англ. Robert David Fulton; 13 мая 1929 — 21 февраля 2024) — американский политик, 37-й губернатор штата Айова с 1 по 16 января 1969 года.

## Биография
Фултон родился 13 мая 1929 года в Уотерлу, штат Айова, и окончил восточную среднюю школу Уотерлу. Он получил степень бакалавра наук в Государственном университете Айовы и доктора юридических наук в юридическом колледже Государственного университета Айовы.
Будучи демократом, он был членом Палаты представителей Айовы с 1958 по 1960 год, затем с 1962 по 1964 год был членом Сената Айовы. Затем он баллотировался и выиграл должность вице-губернатора. Он занимал эту должность с 17 января 1965 года по 1 января 1969 года. Затем он недолго занимал пост губернатора с 1 по 16 января 1969 года, после избрания губернатора Гарольда Хьюза в Сенат Соединённых Штатов и последующей отставки. Фултон был последним демократом, занимавшим пост губернатора Айовы до инаугурации Тома Вилсака в 1999 году.
Фултон победил на губернаторских выборах в ноябре 1968 года, но, согласно конституции штата, до этого дня не имел права занимать пост губернатора. Позже, в 1970 году, Фултон баллотировался на полный срок на посту губернатора, но потерпел поражение от Рэя. После ухода с поста губернатора Фултон служил членом Национального комитета демократической партии и был делегатом Национального съезда демократической партии 1972 года.
Скончался 21 февраля 2024 года на 95-м году жизни.